# Creugas bajulus
Creugas bajulus är en spindelart som först beskrevs av Willis J. Gertsch 1942.  Creugas bajulus ingår i släktet Creugas och familjen flinkspindlar. Inga underarter finns listade i Catalogue of Life.